# 香港ディズニーランドのパスポート
香港ディズニーランドのパスポート（ホンコンディズニーランドのパスポート）とは、香港ディズニーランド（香港ディズニーランド・リゾート）で利用できる施設利用権付入場券のことである。なお、政府が発行しているパスポートとは関係がない。
香港ディズニーランドとしては入園、および施設利用券の総称として「チケット」、一つ一つの施設利用権付入場券を「パスポート」と呼んでいる。パスポートは園内に入った後はファストパス発券時などに使用する。
本記事内では施設利用権付入場券を「パスポート」と表記する。

## チケットの種類
現在、「レギュラーパスポート」の販売が廃止となっている、また入園だけを目的とした入園券の販売はオープン当初から無い。現在発売されているパスポートは以下の通りである。

### ピーク・パスポート
ピーク・パスポートは、香港ディズニーランドに1日だけ使用出来るパスポート。このパスポートには日付指定が無く、購入日より6ヶ月以内のどれか1日だけ使用が可能となっている。パーク側が事前に指定をした特定の日には使用が出来ない。

### スペシャル・パスポート
スペシャル・パスポートは、香港ディズニーランドに1日だけ使用出来るパスポート。このパスポートには日付指定がされており、指定された日にしか使用が出来ない。

### 年間パスポート
年間パスポートでの入園は必ず、購入した際に登録した指紋と一致するかどうかの確認をするためエントランスで指紋認証が必要となる。

#### プレミアム・パスポート
プレミアムパスポート(Premium Annual Passport）は、購入日より1年間ならいつでも香港ディズニーランドに入園が出来る年間パスポート。但し、カウントダウンなどの特別営業時間帯には使用出来ない。パーク混雑防止の為、このパスポートのみ5000枚限定で販売されている。

#### デラックス・パスポート
デラックスパスポート(Deluxe Annual Passport)は、事前にパークが指定した利用除外日以外なら1年間いつでも香港ディズニーランドに入園が出来るパスポート。

#### バリュー・パスポート
バリューパスポート(Value Annual Passport)は、事前にパークが指定した利用除外日以外の月曜日から金曜日の1年間いつでも香港ディズニーランドに入園が出来るパスポート。

## パスポート各種料金の変遷

### 2005年9月12日〜2009年2月8日
| 券種                   | シニア （60歳以上） | 大人 （11歳以上） | 小人（幼児・小学生） （4歳～11歳） |
| ---------------------- | ------------------- | ----------------- | ---------------------------------- |
| レギュラー・パスポート | HK$170              | HK$295            | HK$210                             |
| ピーク・パスポート     | HK$200              | HK$350            | HK$250                             |
| スペシャル・パスポート | HK$200              | HK$350            | HK$250                             |
| プレミアム・パスポート | HK$1000             | HK$1800           | HK$1250                            |
| デラックス・パスポート | HK$740              | HK$1300           | HK$930                             |
| バリュー・パスポート   | HK$370              | HK$650            | HK$460                             |

### 2009年2月9日〜2011年
この時代より、「レギュラー・パスポート」の販売が廃止された。
| 券種                   | シニア （60歳以上） | 大人 （11歳以上） | 小人（幼児・小学生） （4歳～11歳） |
| ---------------------- | ------------------- | ----------------- | ---------------------------------- |
| ピーク・パスポート     | HK$170              | HK$350            | HK$250                             |
| スペシャル・パスポート | HK$170              | HK$350            | HK$250                             |
| プレミアム・パスポート | HK$1000             | HK$1800           | HK$1250                            |
| デラックス・パスポート | HK$740              | HK$1300           | HK$930                             |
| バリュー・パスポート   | HK$370              | HK$650            | HK$460                             |